# Sepvigny
Sepvigny è un comune francese di 83 abitanti situato nel dipartimento della Mosa nella regione del Grand Est.

## Società

### Evoluzione demografica
Abitanti censiti